# 極泉穴
極泉穴，穴道名，屬手少陰心經。極，高大之意；泉，水泉，穴在腋下高處，局部凹陷如泉。

## 定位
腋窩正中，腋動脈搏動處。在肱骨頭下方，喙肱肌與肱三頭肌之間的凹陷處。
解剖：在胸大肌的外下緣，深層為喙肱肌，外側為腋動脈，布有尺神經、正中神經、前臂內側皮神經及臂內側皮神經。

## 刺灸法
避開腋動脈，直刺或斜刺0.3─0.5寸。
針0.2─0.3寸，灸5─10分鐘

## 主治
心痛、胃痛、咽乾煩渴、乾嘔、脅肋疼痛滿痛、瘰癧、肩臂肘疼痛寒痛、肩臂不舉、目黃

## 參照
腧穴列表